# Стукач (фильм, 1962)
«Стукач» (фр. Le Doulos) — чёрно-белый франко-итальянский криминальный кинофильм французского режиссёра Жана-Пьера Мельвиля, снятый по мотивам одноимённого романа Пьера Лесу. Одна из трёх картин, поставленных режиссёром с актёром Жаном-Полем Бельмондо в главной роли. В фильме также приняли участие актёры Сердж Реджани, Моник Эннесси, Жан Десайи, Мишель Пикколи и другие. В области сюжета режиссёр в целом следовал содержанию романа, но отошёл от него в передаче мрачной атмосферы, визуальных образов, двусмысленности истории, указания на современные события. На криминальном жаргоне слово Le Doulos означало «Шляпа», так в криминальных кругах называли тех, кто тайно становился полицейским информатором. Одним из ассистентов режиссёра был Фолькер Шлёндорф, ставший позже классиком немецкого кинематографа. «Стукач» снимался в парижской студии Мельвиля Jenner (апрель — июнь 1962). Натурные съёмки прошли на улицах столицы Франции. Бюджет картины составил около 2 млн франков.
Премьера фильма прошла в Италии в феврале 1962 года. Во Франции он был впервые показан в Париже в феврале 1963 года, где он пользовался успехом, но в целом по стране получил меньшее признание. Во Франции его кассовые сборы составили почти 1 500 000 посещений, и по этому показателю он занял сорок третье место в год выхода на экраны. Критика первоначально восприняла ленту неоднозначно, в частности это имело место со стороны кинематографических кругов, поддерживавших французскую новую волну. Однако со временем критики стали относиться к фильму с большим уважением, признав в нём одну из первых канонических работ в фильмографии Мельвиля — признанного классика гангстерского кино.

## Сюжет
Два лучших друга уголовника Сильена находятся по разные стороны закона. Морис Фожель — вор «старой школы» со своим кодексом чести, а Салиньяри — полицейский инспектор, наладивший сеть информаторов в криминальных кругах. Периодически помогая друзьям, то как преступник, то как полицейский осведомитель, Сильен хочет завязать с криминалом и перебраться с любимой женщиной в свой дом в предместье Парижа. Вышедший на свободу после шестилетнего заключения, Морис Фожель мстит за убитую подругу Арлетт своему сообщнику Жильберу Варнову, расстреливая его из револьвера. После чего он забирает из дома убитого похищенные гангстером Нутеччо, а также его сообщником Арманом драгоценности и деньги, которые закапывает вместе с орудием убийства на пустыре. На квартире своей новой любовницы Терезы Фожель встретился со своим товарищем Жаном, а также Сильеном, — ему, несмотря на слухи о его связях с полицией, он всё ещё верит. Сильен принёс оборудование для взлома сейфа в особняке, который с помощью Мориса собирался ограбить убитый им Варнов. После того как Фожель покинул квартиру любовницы, туда вернулся Сильен, перед этим позвонивший Салиньяри. Он избил Терезу, чтобы узнать от неё адрес дома, на который планировался налёт.
Первоначально ограбление шло по плану, и Морис с напарником Реми начали вскрывать сейф. Однако выяснилось, что на улице была устроена полицейская засада, и налётчики попытались сбежать с места преступления. В ходе преследования инспектор Салиньяри убил Реми, но и сам полицейский погиб от пули Мориса Фожеля. Раненый в плечо Фожель потерял сознание на улице, и его кто-то увёз на автомобиле. Придя в себя на квартире Жана, где ему была оказана медицинская помощь, Морис сделал вывод, что ограбление сорвал Сильен, донёсший о нём в полицию, и решил отомстить за предательство. Сильен сам был задержан полицией — в комиссариате ему также перестали доверять и устроили допрос. Полицейские постарались прояснить обстоятельства убийства Жильбера Варнова, а также узнать место, где мог скрыться налётчик. Сильен всё отрицал, утверждая, что не в курсе происходящего, но при телефонном обзвоне кафе, устроенном комиссаром Кленом, всё-таки помог выяснить, где находится Морис. Друга Сильена арестовали и заключили под стражу, а сам он получил доступ к записке, оставленной ему Фожелем. После этого он добрался до зарытых на пустыре драгоценностей. Объятый жаждой мести, Фожель нанял своего сокамерника громилу Керна для убийства Сильена.
В ресторане, принадлежащем гангстеру Нутеччо, Сильен встретился со своей бывшей подругой Фабьеной — женой хозяина заведения. Он предложил ей вернуться к нему, избавившись от мужа. В результате подготовленного плана Сильен убил Нутеччо и Армана, инсценируя всё таким образом, что бандиты перестреляли друг друга во время ссоры из-за украденных драгоценностей. Выйдя из тюрьмы, Фожель узнал от Сильена и Жана, что полиции сдал грабителей не Сильен, а его любовница Тереза, информатор инспектора Салиньяри. После неудавшегося налёта Жан проломил Терезе голову и сбросил труп женщины в машине с обрыва. После разговора друзья прощаются, и Сильен уезжает в свой загородный дом. Внезапно Фожелю пришло сообщение о том, что нанятый им киллер готовится ликвидировать Сильена. После этого он бросился в погоню, пытаясь предотвратить смерть друга. Тем временем полиция арестовала Жана в кафе по подозрению в убийстве Терезы. Морис прибыл в дом раньше Сильена, где погиб от пуль Керна, перепутавшего его с хозяином дома. Тот застаёт последние минуты умирающего, от которого узнаёт, что убийца прячется за ширмой. Сильену удаётся смертельно ранить Керна, но и сам он получил смертельную пулю в спину. С трудом добравшись до телефона и позвонив Фабьене, Сильен сказал, что сегодня уже не вернётся.

## Создатели фильма
Актёрский состав:
| Жан-Поль Бельмондо | Сильен                |
| Серж Реджани       | Морис Фожель          |
| Моник Эннесси      | Тереза                |
| Жан Десайи         | комиссар Клен         |
| Даниэль Кроэм      | инспектор Салиньяри   |
| Рене Лефевр        | Жильбер Варнов        |
| Эме де Марш        | Жан, друг Мориса      |
| Мишель Пикколи     | Нуттеччо              |
| Фабьен Дали        | Фабьена, жена Нутеччо |
| Карл Штюдер        | Керн                  |
| Марсель Кувелье    | первый инспектор      |
| Жак Леонар         | второй инспектор      |
| Шарль Буйо         | бармен                |
| Жорж Селье         | бармен                |
| Андрес             | метрдотель            |

Съёмочная группа:
| Роль                      | Имя                                       |
| ------------------------- | ----------------------------------------- |
| исполнительные продюсеры  | Жан-Пьер Мельвиль, Жорж де Борегар        |
| режиссёр-постановщик      | Жан-Пьер Мельвиль                         |
| автор сценария и диалогов | Жан-Пьер Мельвиль                         |
| оператор-постановщик      | Николя Айер                               |
| ассистенты оператора      | Анри Тике, Андре Дюбрей, Этьен Розенфельд |
| ассистенты режиссёра      | Фолькер Шлёндорф, Шарль Бич               |
| композитор                | Поль Мисраки                              |
| помощник режиссёра        | Элизабет Рапно                            |
| директоры фильма          | Жан Пьешо, Роже Сипион                    |
| монтажёры                 | Моник Бонно, при участии Мишель Боэм      |

## Создание
Жан-Пьер Мельвиль решил пригласить на главную роль в экранизацию криминального романа Пьера Лесу «Стукач» (Le Doulos) восходящую звезду французского кино Жан-Поля Бельмондо. С ним он познакомился в 1959 году на съёмках дебютного полнометражного фильма режиссёра Жана-Люка Годара «На последнем дыхании» (1960). В нём Мельвиль сыграл камео-роль румынского писателя Парвулеску (в основе образа — писатель Владимир Набоков), которого интервьюирует Патрисия Франкини (Джин Сиберг) — возлюбленная Мишеля Пуаккара, в исполнении Бельмондо. Мельвиль позже вспоминал, что в этом эпизоде он попал с актёром в один план: тот спускался по лестнице в парижском аэропорту Орли, а персонаж режиссёра, наоборот, подымался ему навстречу. «Знакомство было беглым. Он заканчивал съёмки, я только начинал».

После провала в прокате фильма «Двое на Манхэттене» (1959) Мельвиль решил снимать кино, рассчитанное на более широкий круг зрителей. Его внимание привлекла книга писательницы Беатрис Бек «Леон Морен, священник», которую он решил экранизировать. Памятую о предыдущей зрительской неудаче, он решил пригласить на главные роли двух знаменитых актёров, прославившихся в начале 1960-х годов — Эмманюэль Рива и Бельмондо. Фильм «Леон Морен, священник» вышел на экраны в 1961 году и имел успех у публики. После этого Мельвиль намеревался экранизировать новеллу французского классика Проспера Мериме «Души чистилища», для чего был заключён договор с продюсером Жоржем де Борегаром. Картина должна была получить название «Доны Жуаны» (Les Don Juan), а на главные роли рассматривались кандидатуры Бельмондо и американского исполнителя Энтони Перкинса. Однако этот проект не был реализован, в том числе из-за того, что французский актёр запросил гонорар, который был отклонён продюсерами. 

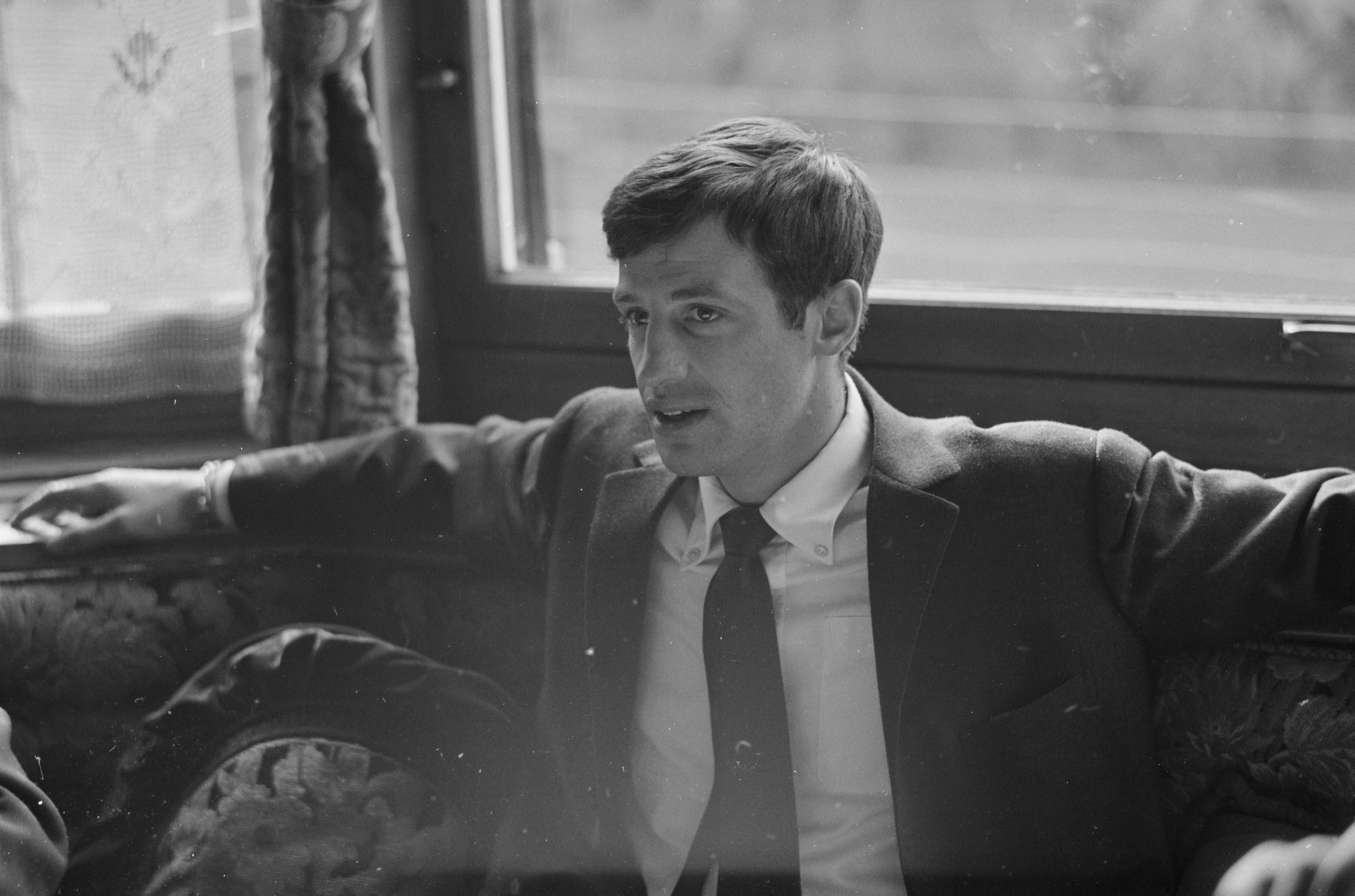
Бельмондо в 1962 году

После этого режиссёр намеревался адаптировать роман Жоржа Сименона «Старший Фершо» (L’Aîné des Ferchaux) с Бельмондо в главной роли. Съёмки одноимённого фильма были запланированы на август 1961 года, но в дело вмешался де Борегар, оказавшийся в тяжёлом финансовом положении и упросивший режиссёра поменять планы. Так как Бельмондо, по словам продюсера, был согласен сниматься в любом фильме Мельвиля, то де Борегар предложил ему подумать над экранизацией какой-либо книги из знаменитой французской криминальной издательской «Чёрной серии» (Série noire). Режиссёру очень нравился роман Пьера Лесу «Стукач», как и его же «Фулл хаус» (Main pleine), и он думал о том, чтобы поставить на их основе фильмы. В конце концов, он решился снимать «Стукача», где главные роли должны были исполнить Бельмондо (Сильен) и Серж Реджани, на кандидатуре которого настаивал Жан-Пьер. Однако Реджани, ознакомившись с литературной основой будущего фильма, предложил себя на роль Сильена, что, по словам режиссёра, очень характерно для него, так как ему не хочется сыграть именно того персонажа, ту роль, на которую его пригласили. «Если однажды ему предложат сыграть Армана Дюваля, он тут же ответит, что хочет сыграть Маргариту Готье!», — говорил в интервью Мельвиль, имея в виду роман Александра Дюма-сына «Дама с камелиями» (1848). В связи с таким поворотом событий режиссёр уже намеревался отказаться от проекта, так как главный герой представлялся ему только в исполнении Бельмондо. Однако Реджани всё-таки передумал, что устранило препятствия к постановке картины. На роль Нутеччо был отобран актёр Мишель Пикколи, согласившийся сыграть даже без ознакомления со сценарием и размером гонорара.
Когда я был молод, я находил в арго какую-то добрую романтику и довольно долгое время «ботал на фене». Это стало моей второй натурой. С возрастом постепенно я избавился от этой привычки, но в период моего знакомства с Флоранс я говорил только так и никак иначе. Я слишком долго водил... «дурные знакомства».
В области сюжета режиссёр в целом следовал тексту романа Лесу, но отошёл от него в передаче мрачной атмосферы и визуальной составляющей. Некоторое время, в 1930-е годы, Мельвиль в пору своей юности был близок к криминальным кругам, но в своих фильмах старался не использовать жаргон французских преступников — арго. Однако в этом фильме жаргонное слово вынесено уже в название: Le Doulos, что означает также «Шляпа». Так в криминальных кругах называли тех, кто тайно становился полицейским осведомителем, поскольку такой головной убор оставлял часть лица закрытой, в тени. В отличие от романа Мельвиль отказался от использования натуралистичных криминальных кличек персонажей, указания на злободневные события современности (например, войну в Алжире). Кроме того, он «американизировал» французские реалии: интерьеры, одежду, марки автомобилей, названия кафе, спиртного и т. д.. Жан-Пьеру очень нравилась его задумка с рабочим местом комиссара Клена: этот интерьер был оформлен словно «под копирку» из кабинета классического гангстерского фильма «Городские улицы» (1931) американского режиссёра Рубена Мамуляна. Последний, в свою очередь, воссоздал при съёмках офис из полицейского управления Нью-Йорка. Мельвиль детально изучил локацию Мамуляна по фотографии из номера французского ежемесячника Revue du cinéma за 1934 год.
Особенно французский режиссёр гордился длинным планом во время допроса Сильена — на него ушла целая бобина плёнки, которая закончилась как раз вовремя. Продолжительность этой сцены составила 9 минут 39 секунд (320 метров плёнки). Потребовались длительные репетиции, при этом особую трудность составили находившиеся в кабинете Клена зеркальные и стеклянные поверхности, которые не должны были отражать, чтобы не попасть в кадр. Для этого члены съёмочной группы, собрались все вместе за камерой. Один ассистент звукооператора (микрофонщик) вынужден был перемещаться по сцене — он делал это крайне осторожно и был одет во всё чёрное с ног до головы. Было отснято пятнадцать дублей, но в окончательную версию фильма вошёл шестой, как наиболее соответствующий стилистике постановщика.
Персонажи и их история создавались Мельвилем с сочувствием, при их обдумывании он как бы «проживал» их жизнь, многие их поступки обусловлены психологией самого режиссёра. Он особо выделял исполнение роли Нутеччо Пикколи, а образ его героя считал во многом родственным для себя. Конкретизируя своё отношение к основным персонажам картины режиссёр говорил, что этот гангстер всё же не является наиболее близким для него: «Я бы, несомненно, встретил смерть так же, как он, но, будь я полицейским осведомителем, я был бы похож на Сильяна. С другой стороны, если бы я отсидел и вернулся, чтобы отомстить за смерть жены, я бы вёл себя как Фожель. А на месте комиссара полиции я поступал бы в точности как Клен».
Жан-Пьер очень сожалел, что ставшая знаменитой сцена смерти героя Бельмондо вошла в монтажную версию не такой, как им задумывалась первоначально. В окончательном варианте, дозвонившись до любимой, он произносил свои последние слова: «Фабьена? Я сегодня вечером не приду». Режиссёр признавался, что хотел решить финал другим образом. Вместо фразы умирающего Сильена, который из последних сил бросает взгляд на своё отражение в зеркале и добирается до телефона, должно было произойти другое. Он описывал свою первую задумку следующим образом:
Я хотел, чтобы он, добравшись до телефона, набрал номер наугад и услышал в трубке: «Полиция слушает». Это было так красиво: перед смертью он инстинктивно набирает номер полиции… Причём он сам не понимает бесцельности своих действий, пока не слышит голос на том конце провода, — и тогда вешает трубку без единого слова. Только в этот момент он понимает, что уже мёртв.

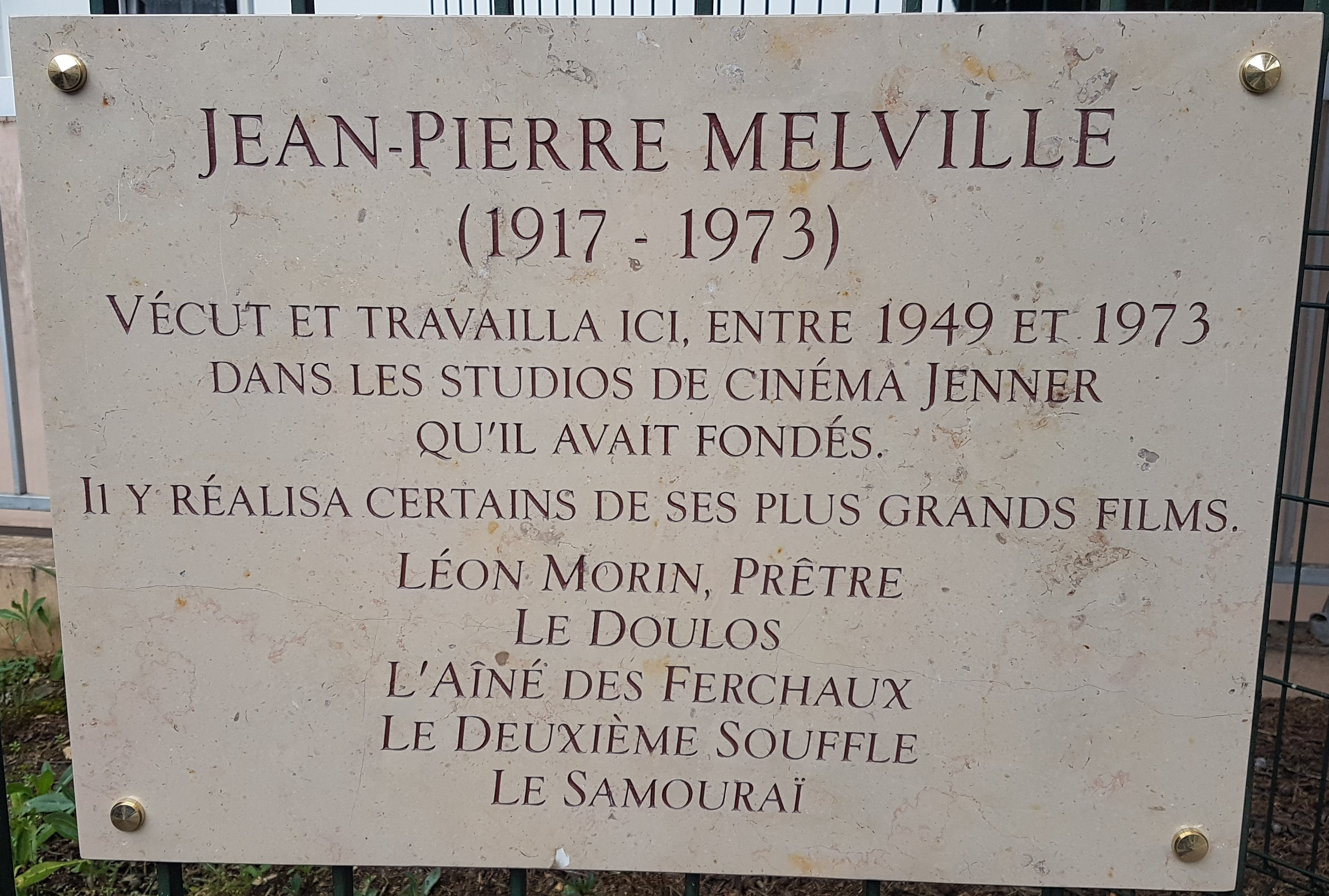
Мемориальная доска на улице, где находилась студия Мельвиля. Париж, улица Женнер. На ней перечислены самые известные фильмы, которые на студии снял режиссёр («Леон Морен, священник», «Стукач», «Старший Фершо», «Второе дыхание», «Самурай»

«Стукач» снимался кинокомпаниями C. C. Champion, Rome (Италия) и Paris Films (Франция) в парижской студии Мельвиля Jenner в период с апреля по июнь 1962 года; натурные съёмки прошли в столице Франции. Его бюджет оценивался как превышающий 2 000 000 франков. Одним из ассистентов режиссёра был Фолькер Шлёндорф, ставший позже классиком немецкого кинематографа. В начале 1960-х годов он работал у многих французских режиссёров (Луи Маль, Ален Рене), но позже говорил, что именно Мельвиль научил его снимать кино. Они познакомились в 1960 году при участии режиссёра Бертрана Тавернье, ещё до съёмок «Леона Морена, священника», где немецкий кинематографист выступил ассистентом Мельвиля. Шлёндорф также помогал французскому постановщику при подготовке к фильмам «Старший Фершо» и «Три комнаты на Манхэттене» (поставленного в итоге в 1962 году Марселем Карне).

## Выход на экраны
- Rome-Paris-Films / С.С. Champion (Рим) — производство
- Lux Films, C. C. F. — прокат
- продолжительность — 108 мин
- изображение — 1,66: 1 (чёрно-белое)
- звуковая дорожка — моно

Премьера фильма прошла в Италии в феврале 1962 года. Во Франции фильм был впервые показан в Париже 8 февраля 1963 года, где он пользовался успехом. Там его увидели почти 500 тыс. (по другим данным около 600 тыс.) зрителей. Во Франции он получил меньшее признание. В целом по стране бокс-офис составил почти 1 500 000 посещений. Ппо этому показателю он занял 43 место в 1963 году. В том же году фильм вышел в мировой прокат. С 13 по 23 марта того же года «Стукач» принял участие в Международном кинофестивале в Мар-дель-Плата (Аргентина), где не получил призов.

## Критика
Бельмондо позже говорил, что из трёх фильмов Мельвиля, где он принимал участие, ему больше всех нравился именно «Стукач». «Я играл не очень понятного героя, доносчика. Понадобилось время, чтобы картину признали». Картина насыщена мотивами двойственности персонажей, умышленным представлением происходящего таким, что его трудно однозначно интерпретировать. Показательна реакция Бельмондо при просмотре окончательной версии фильма, когда актёр недоумевающе воскликнул: «Так, я не понял! Это я, что ли, стукач?!». Сам же режиссёр характеризовал фильм как «очень непростой», сложный для постижения, так как история, основанная на романе, «дважды выворачивается наизнанку». Новое прочтение понравилось автору романа Лесу и он даже говорил режиссёру, что сожалеет о том, что эта получившаяся в итоге история была ему не рассказана ранее — до написания книги.
Режиссёр никогда не отрицал, а даже подчёркивал, что на него оказали сильнейшее влияние голливудские жанровые фильмы, особенно гангстерские, действие которых происходит в «асфальтовых джунглях». В 1963 году в интервью журналу L`Avant-scène Cinema он заявил, что без американских фильмов 1930-х годов он не снимал бы собственное кино, кроме того, без них не было бы и «Стукача». В связи с тем, что во Франции отсутствовали открытые пространства, присущие американскому вестерну, то Мельвиль предпочитал снимать свои полицейские фильмы (по его словам, «единственной форме современной трагедии») в пространстве городского ландшафта. Некоторые критики оценивали его работы чрезмерно сурово, не понимая индивидуальных особенностей, обвиняя его в простой компиляции американской кинопродукции. Режиссёр также говорил, что в целом снимал кино, направленное на зрительский успех, но которое в то же время было предназначено и для тонких знатоков. Так, в подобных выражениях он оценивал и фильм «Стукач», который содержит не только увлекательное криминальное действие, но и совмещает высокие кинематографические достоинства, способные вызвать восхищение синефилов.
К своим работам Мельвиль относился как к драмам, поставленным в современных реалиях и обстоятельствах. «Трагедия — это когда ты живёшь на грани смерти, что характерно для бандитского мира или для определённого периода истории: например войны», — настаивал он. Критика обвиняла его в том, что концепция таких фильмов, как «Стукач» и «Армия теней» (1969), повествующего о периоде Сопротивления во Франции во время немецкой оккупации во Второй мировой войне, имеет много общего. Мельвиль же, наоборот, этого не отрицал, а подчёркивал правоту своего метода при работе с таким далёким для него на первый взгляд тематическим материалом. Фильм «Стукач» знаменовал первое серьёзное расхождение Мельвиля с представителями французской новой волны (Годар, Франсуа Трюффо), к которым он был некоторое время достаточно близок и поддерживал связи. Так, Трюффо заявил, что в этом фильме Мельвиль «идёт по ложному пути и брутальности». В 1964 году влиятельный американский критик Босли Краузер из The New York Times написал, что фильм представляет собой одну из тех «слабых попыток философски и язвительно» относиться к преступности как к профессии.

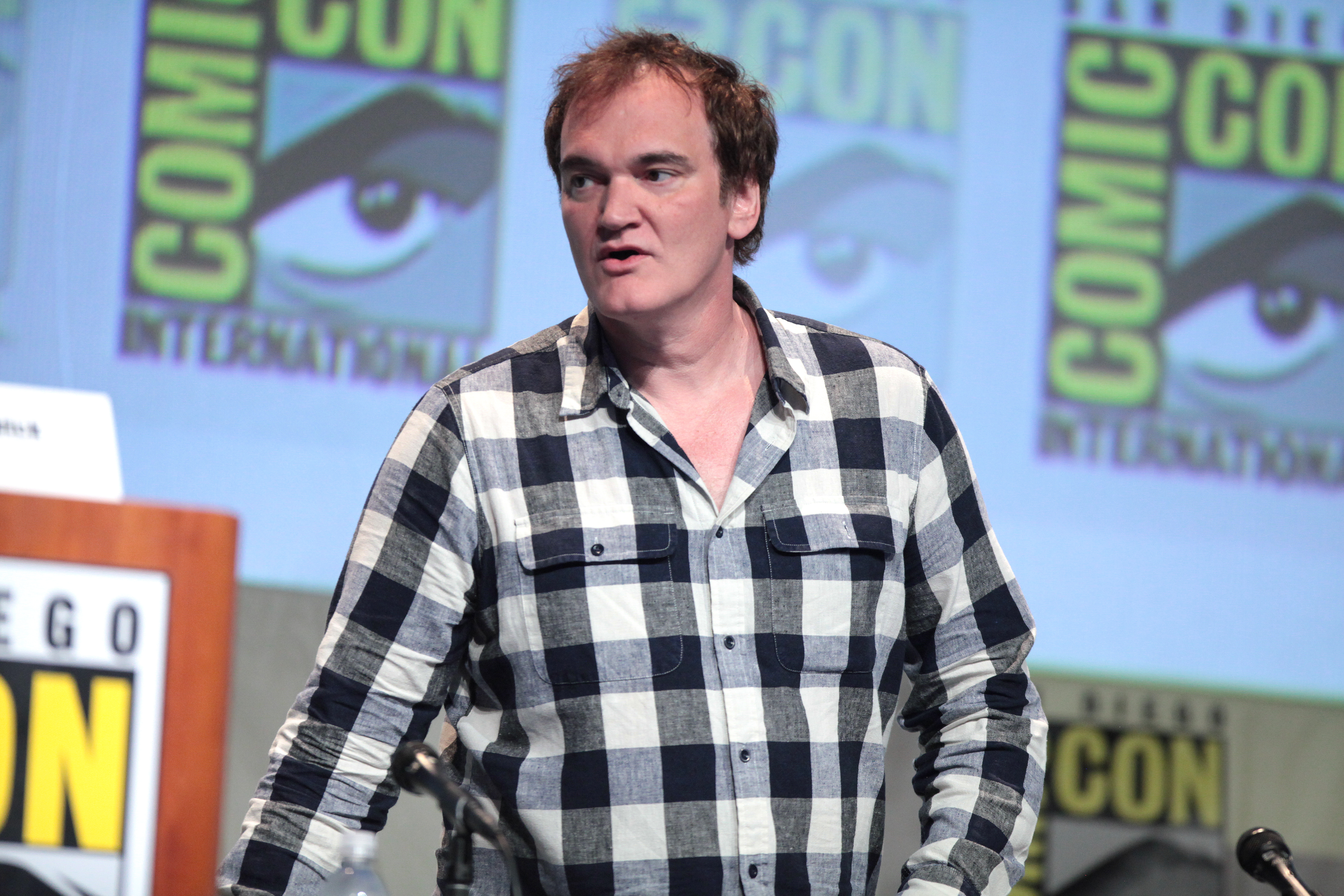
Квентин Тарантино в 2015 году

Британский киновед Жинетт Винсендо (Ginette Vincendeau), автор книги «Жан-Пьер Мельвиль: американец в Париже» (1982), писала, что из-за своей сложной сюжетной структуры, двусмысленности и сокрытия информации от зрителя, французский фильм имеет различия с американским жанровым кино. Так, герои Мельвиля «не могут доверять друг другу, к большому несчастью практически всех участников фильма». В то время как в американском нуаре отрицательные персонажи в итоге понесли бы наказание, чтобы подчеркнуть моральную основу фильма, «двусмысленность» Мельвиля представляется «глубоко галльской». Американский режиссёр Квентин Тарантино, являющийся поклонником таланта Бельмондо и Мельвиля, применительно к своей работе «Бешеные псы» (1992) говорил, что сценарий «Стукача» является его самым любимым («Le Doulos, which is my favourite screenplay of all time, with Jean-Paul Belmondo, it’s fantastic»). По поводу стилистики и влияния на него картин французского классика он отмечал:
Мельвиль вообще делал самые крутые гангстерские фильмы на свете: он как бы брал гангстерские фильмы с Богартом и Кэгни, причём иногда просто брал оттуда сюжеты, и снимал их с Бельмондо, Делоном или Габеном, но в другом стиле, и у него получалось круто, в такой французской галльской манере. И эти фильмы, с одной стороны, стараются быть похожими на американских предшественников, но при этом у них другой ритм и всё такое. А я взял фильмы Мельвиля и поместил их в современный Лос-Анджелес. В общем, всё скрещивается: из этого получилось то, из того получилось всё.
В общем, начиная с пятидесятых Клифф колесил по Беверли-Хиллз, Санта-Монике, Западному Лос-Анджелесу и Маленькому Токио, чтобы смотреть чёрно-белые иностранные фильмы с английскими субтитрами.

«Дорога», «Телохранитель», «Мост», «Мужские разборки», «Похитители велосипедов», «Рокко и его братья», «Рим, открытый город», «Семь самураев», «Стукач», «Горький рис» (последний Клифф считал невероятно сексуальным).
В 1994 году в интервью с Тарантино критик Гэвин Смит (Gavin Smith) заметил, что на американского режиссёра в фильме «Бешеные псы» (1992) несомненное влияние оказало творчество Мельвиля и, прежде всего, «Стукач» с его «изощрённым построением и маньеризмом». В то же время Смит указал и на ряд принципиальных различий: у французского классика фильм минималистичен и лаконичен («чем меньше, тем лучше»), в то время как у Тарантино действие сопровождается многословием, большим количеством диалогов. «„Стукач“ очень выдержан, даже тонально, в то время как „Бешеные псы“— сплошные взлёты и падения». Несмотря на такие несоответствия, по мнению критика, — «тем обворожительнее их сходство». В ответ Тарантино назвал сценарий фильма французского классика одним из самых любимых, даже если оценивать только собственно по фильму. Его очень впечатлило «постоянно нарастающее напряжение», причём до последних двадцати минут, в которых развязываются сюжетные узлы, он не понимал, что за «хрень» происходит на экране. При этом такое построение его не отталкивало, как это происходило с другими лентами, в которых ему был непонятен сюжет. «Я был просто потрясён тем, насколько я, не понимая ничего на протяжении первого часа, эмоционально вовлечён в происходящее на экране».
Георгий Дарахвелидзе, российский исследователь творчества Мельвиля, отмечал, что фильм во многом является знаковым, поворотным; в нём представлены типичные темы, излюбленные приёмы и детали режиссёра. В частности, это первый фильм, которому был предпослан «фирменный» эпиграф, ставший неизменным во всех последующих работах мастера (за исключением «Старший Фершо»). Многие отмечали убедительную игру Бельмондо в роли «стукача», в частности, в сцене смерти героя, когда, разобравшись с киллером, он получил от него смертельную пулю в спину, но всё же сумел добраться до телефона, чтобы «изысканно» навсегда попрощаться с любимой: «Фабьена? Сегодня я не приду». После этого он устремил свой взгляд на один из важнейших элементов «киновселенной» Мельвиля — зеркало. По образному выражению киноведа Максима Селёзнёва, в этой сцене «Бельмондо» словно смотрит на «Бельмондо»: «Приподнимает шляпу, чтобы поправить под ней причёску, и только сделав это, наконец падает — головной убор отлетает в сторону. Вновь жест, пронизанный кинематографом. Жест непроницаемого нуар-героя, обязанного даже умирать стильно. Жест актёра, последним кадром пытающегося дотянуться до своего экранного образа, через отражение фантазируя, каким его всё время видела линза киноаппарата. Тщетная затея».
Американский киновед Гленн Кенни (Glenn Kenny) писал в 2008 году, что «Стукач» для Мельвиля был первой настоящей работой в жанре пост-нуара, в котором он создал одни из самых своих знаменитых фильмов: «Второе дыхание» (1966), «Самурай» (1967), «Красный круг» (1970). В 2023 году, по случаю шестидесятилетия фильма, критик Адам Сковелл (Adam Scovell) писал, что он является бесспорной классической криминальной киноисторией. Кроме того, он значительно воздействовал «на жанр криминальной драмы и оставил свой след в истории кино».